# キャンプ・シールズ

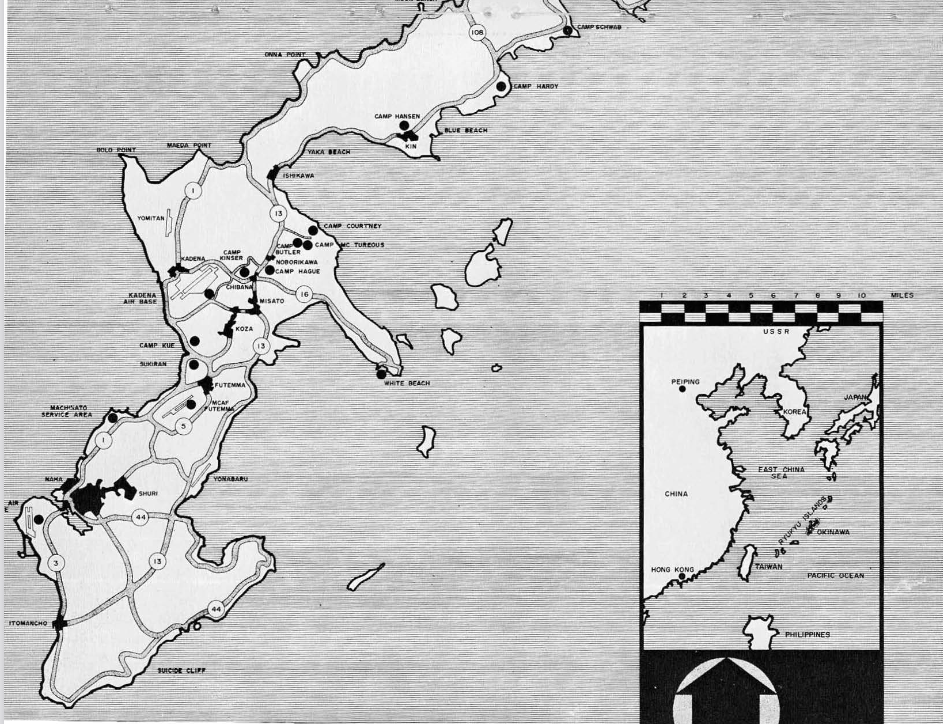
現在のキャンプ・シールズをキャンプ・キンザーと記している1960年代の地図。

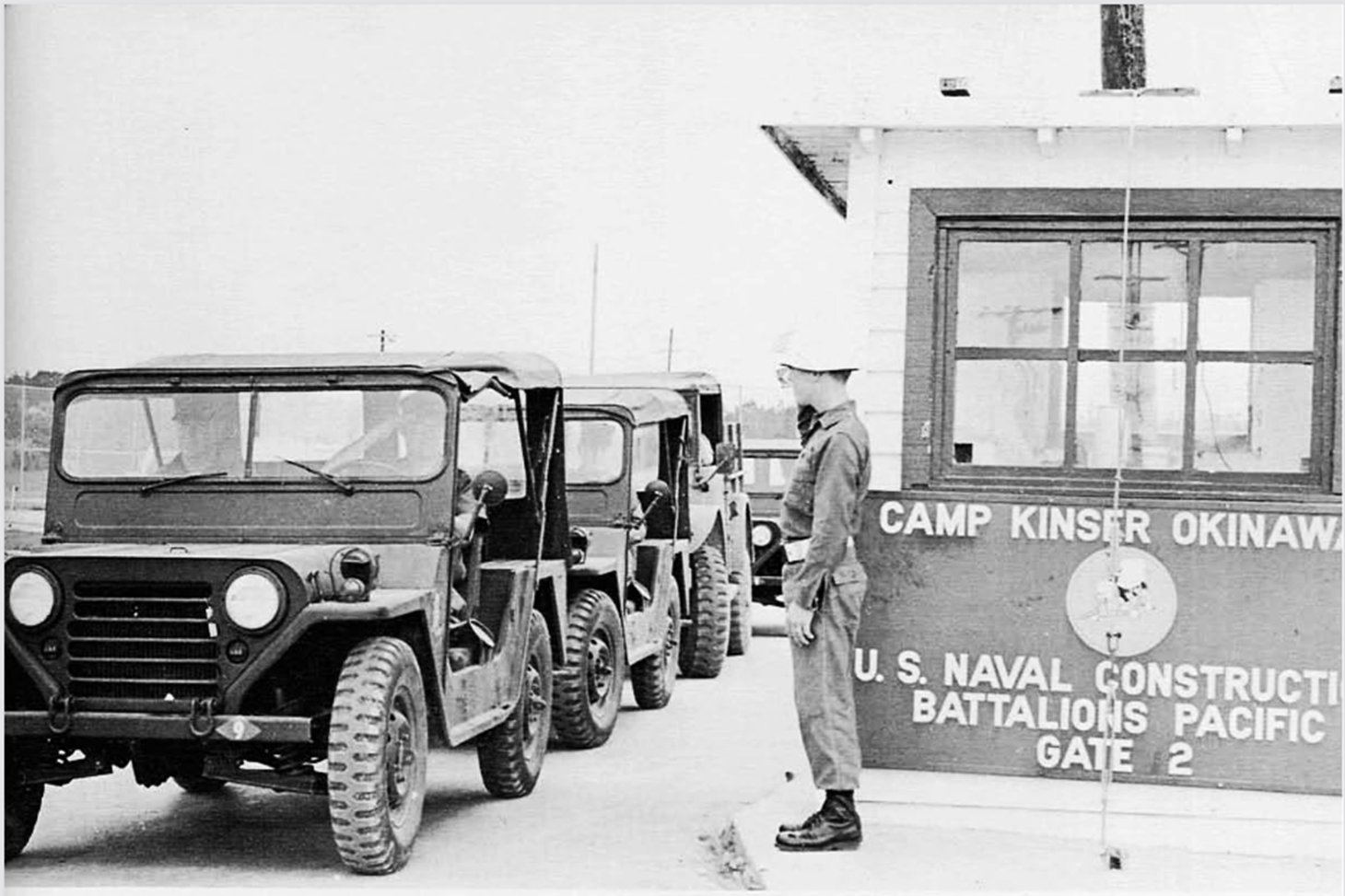
この当時の「キャンプ・キンザー」は「キャンプ・シールズ」のことである。NMCB9 Cruise Book 1968-69, p. 111.

キャンプ・シールズ（英: Camp Shields）は、沖縄県沖縄市の北西部に位置するアメリカ海軍基地。アメリカ海軍建設工兵隊（シービー）の本拠地。各種の施設や住宅、福利厚生施設等が整備されている。

## 概要
沖縄市知花と登川にひろがる米海軍基地。西側は嘉手納弾薬庫に隣接し、南西側は嘉手納基地、北西部は東南植物楽園と隣接、東側にはキャンプ・ヘーグ (1972年に返還) と、道路を隔てて隣接していた。ベトナム通りとよばれる名物の闇市フリーマーケットもあった。米海軍機動建設大隊 (Naval Mobile Construction Battalion: NMCB)、通称「海のミツバチ」シービー (United States Navy Seabee) の沖縄における本拠地になっている。
- 場所：沖縄県沖縄市（字知花、字登川）
- 面積：700,000 m2
- 駐留軍従業員数：102人[1]
- 管理部隊：在沖アメリカ海軍艦隊活動司令部、アメリカ空軍第18航空団第18任務支援群
- 使用部隊：アメリカ海軍機動建設大隊、福利厚生事務所
- 使用目的：宿舎、管理事務所及び訓練場[2]

## 沿革
- 1950年（昭和25年）7月1日 - 強い地元の反対にもかかわらず、米陸軍の強制接収が開始された[3]。当時、キャンプ・シールズの建設を担ったNMCB 第9大隊は、そのクルーズ・ブックで、地元の強い抵抗が基地の持続的な駐留を脅かしていることを記している[4]。
  - 場所：美里村字登川、字知花
  - 面積：約790,700 m2[5]
- 1971年、日米間の合意に基づき、約0.605 km2の土地が計5回にわたって細切れに返還された。
- 1981年、思いやり予算からの資金提供により、353の住宅と教育施設が建設された。
- 1988年、米軍車両を洗浄した廃水が比謝川の汚染をまねいた。

### キャンプ・シールズという名称について
1970年まで、キャンプ・シールズは、キャンプ・キンザー (Camp Kinser) と呼ばれていた。
1970年12月16日、キャンプ・キンザーが正式にキャンプ・シールズとなる。ベトナム戦争の1965年ベトナム戦争ドンソアイの戦いでの英雄的行為で初めてシービーとして名誉勲章を与えられた3等重機整備士マービン・シールズ (Marvin G. Shields) にちなんでいる。
その後、海兵隊の牧港補給地区 (Machinato Service Area) がキャンプ・キンザーと命名される。沖縄戦で英雄となった海兵隊員エルバート・キンザー軍曹 (Elbert Luther Kinser) の名前にちなんでいる。

## 沖縄戦とシービー
1945年4月1日、読谷渡具知 (Hagushi) から陸軍と海兵隊が上陸したが、上陸のための浮橋や沿岸のボートを設置したのは海軍機動建設第130大隊であり、また上陸部隊とともに第44と第130大隊のシービーズが上陸した。米軍は前線で日本軍と激しい戦闘を繰り広げながら基地建設を進めていった。まさにシービーズの「我々は建築することで戦う」“We Build, We Fight” が典型的に展開された。 上陸の2日後には大隊は日本軍が自壊させた嘉手納と読谷の飛行場の修復に取り掛かり、4月4日には使用可能にさせた。
シービーは読谷補助飛行場、嘉手納基地、金武飛行場、泡瀬飛行場、ボーロー飛行場と与那原飛行場に次々新しい滑走路を構築した。勝連半島では第7大隊が水上飛行場を建設した。泡瀬飛行場では、沖縄の豊かな水田を、オランダの干拓地工学の技術をつかい、運河を掘って水田を排水し、海を抑えるために潮門を作り、珊瑚の採石場からトラックの列を横行させ、水田の土壌を石灰岩で舗装した。

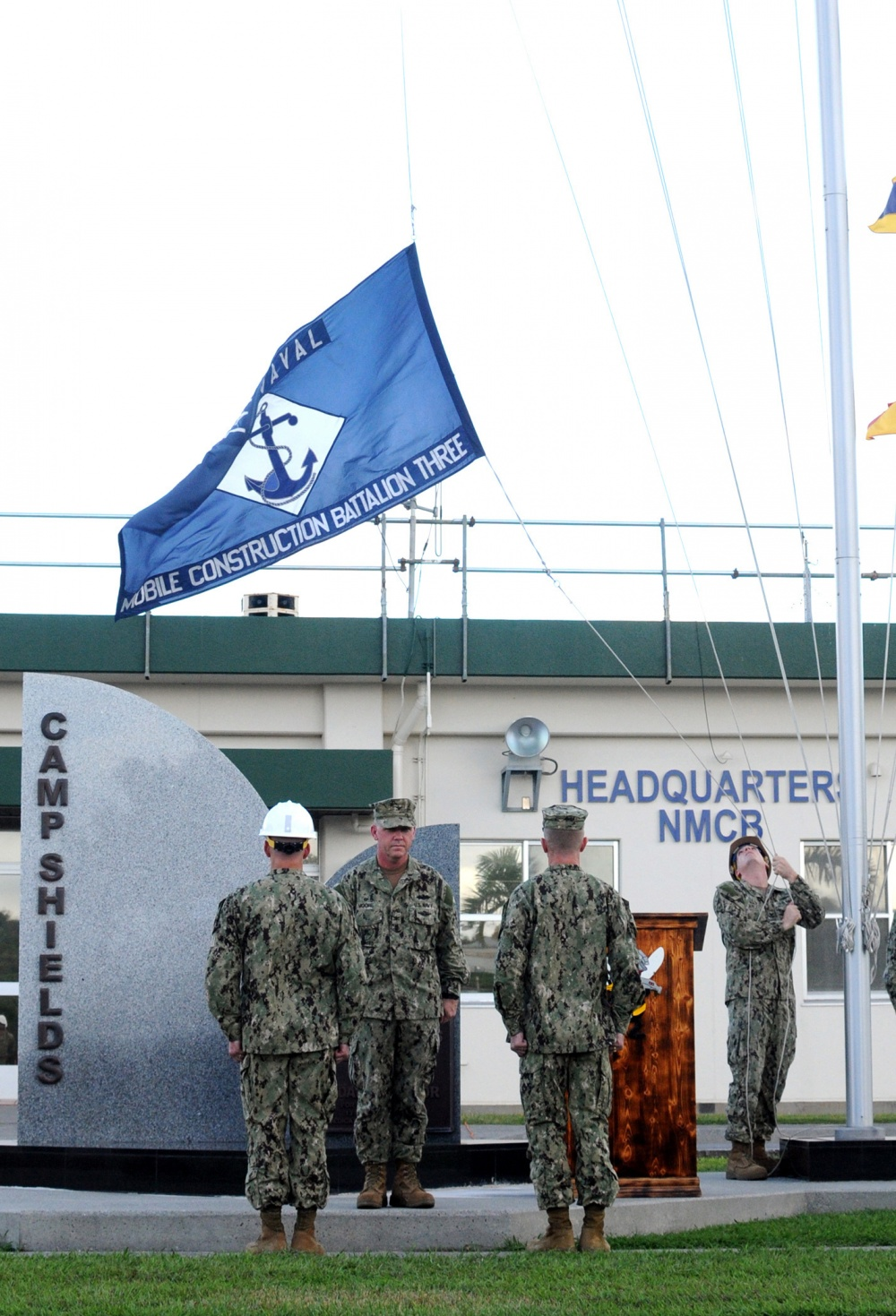
キャンプ・シールズ 海軍機動建設大隊 (NMCB本部における部隊の引継ぎ式)

また沖縄戦では「魔法の箱」(magic box) という海軍の発明が大いに活躍した。第70大隊と第128大隊のシービーは、100近くのポンツーンとよばれる浮橋 (pontoon) を配置し、これらを鋼鉄で連結させて戦車揚陸艦 LST とつながる桟橋とした。魔法の箱の桟橋は、特に雨季とその泥で米軍を難渋させ道路機能が著しく低下した5月には、魔法の箱のはしけと桟橋が不可欠となった。3か月の沖縄戦で、200万トン近くの弾薬と物資が「魔法の箱」とよばれる軽量のはしけで運ばれた。シービーは1945年の春と夏に沖縄に4,000フィート以上の埠頭を建設した。
戦闘支援がいったん愁訴すると、次にシービーは広大な貯蔵ヤードの建設に集中した。ダンプ、建物、港湾施設、修理店、病院、宿舎、嘉手納のロータリー。沖縄の55,000人のシービーは、戦争中派兵された最大のシービーであり、11個以上の海軍建設連隊と4個の海軍建設旅団（第8、第10、第11、第12）が沖縄に任務を負った。 6月26日、海軍建設第9大隊が沖縄に到着し、4車線の珊瑚高速道路、航空機修理工場、岸壁、海上鉄道を建設した。
沖縄戦を生きのびた住民が収容所に収容されている一年間に、急速に沖縄島はその姿を変えた。収容所を出て見違えるほど整地された道路整備に驚いただけではなく、多数の基地が林立し、多くの住民が帰るべき生まれ里を失った。